# Ситник Петро Федорович
Петро́ Фе́дорович Си́тник (1939, Кривий Ріг — 1999) — український графік.

## Життєпис
Художню освіту отримав у Львівському поліграфічному інституті.
Член Спілки художників СРСР з 1970 р., Національної спілки художників України.

## Творчість
Був майстром станкової оригінальної та друкованої графіки, живопису, монументального та декоративного мистецтва.
Брати участь у виставках почав з 1963 року. Персональні виставки в Кривому Розі (1967), Дніпропетровську (1979).
Ліногравюри: «Промисел» (1965), «Рибачки», «Шахтарський край», «Простір» (всі 1968); серії «Біля самого синього моря» (1965—1966), «Індустріальний Кривбас» (1967—1969), «Криворіжсталь» (1970—1971) та ін.
Твори Петра Ситника зберігаються в Дніпропетровському художньому музеї, музеях України, в приватних колекціях багатьох країн світу.
З 22 січня по 15 лютого 2015 року за підтримки Благодійного фонду «Громадянська ініціатива жителів Кривбасу» у Дніпровському художньому музеї пройшла виставка «Петро Ситник… живопис, графіка», присвячена 75-річчю художника.